# MULUM
MULUM (voluit: Musée d’art et technique du luminaire - Museum voor de kunst en techniek van verlichting) is een museum in Luik gewijd aan de geschiedenis van verlichting sinds oudste tijden tot nu. Het museum bevindt zich aan de straat Mère-Dieu, niet ver van het Museum van het Waalse Leven.

## Geschiedenis
Het museum is voorgekomen uit een privé-collectie van Philippe Deitz, die op zijn 15de begon met het verzamelen van verlichtingstoestellen. Later schonk hij zijn verzameling aan de stad Luik. Op basis hiervan werd een museum opgericht, dat in oktober 2012 voor het publiek open ging.

Philippe Deitz was tevens auteur van een monografie over de geschiedenis van verlichting en verlichtingstoestellen.

## Collectie
De museumcollectie omvat meer dan duizend voorwerpen, die de geschiedenis van de verlichting tonen sinds de prehistorie tot aan huidige tijd. Het begint met de olielampen, en toont vervolgens kandelaars, petroleum- gas en elektrische lampen van allerlei types.